# سیارک ۲۲۸۰۲۹
سیارک ۲۲۸۰۲۹ (به انگلیسی: 228029 MANIAC، نامگذاری:2008GN)۲۲۸۰۲۹مین سیارک کشف شده‌است که در ۰۲ آوریل ۲۰۰۸ کشف شد.